# Valea lui Mihai
Valea lui Mihai (Hongaars: Érmihályfalva) is een stad (oraș) in het Roemeense district Bihor.

## Geografie
De stad ligt ongeveer 66 km ten noordoosten van Oradea. Verder ligt de stad op 9 km van de Hongaarse grens in het westen van Transsylvanië, Roemenië.
Valea Lui Mihai heeft een klein stadscentrum met enkele winkels. Op donderdagmorgen vindt er de wekelijkse markt plaats. Hier kan men van alles kopen van bankstellen, schoenen, etenswaren enz. Aan de rand van de stad ligt een zigeunerwijk.
De omgeving van de stad is een Hongaarstalig gebied dat Érmellék wordt genoemd.

## Bevolking
Volgens de statistieken van 2011 wonen er 9.668 mensen in de stad.
Van de bevolking is 81.03% Hongaars, 13.23% Roemeens en 1.3% overige groepen.
Er wordt voornamelijk Hongaars gesproken in de stad.
Steden met gemeentestatus: Aleșd · Marghita · Oradea · Salonta

Steden zonder gemeentestatus: Beiuș · Nucet · Săcueni · Ștei · Valea lui Mihai · Vașcău